# Rot-Weiß Lüdenscheid 1980-1981
Questa voce raccoglie le informazioni riguardanti il Rot Weiss Ludenscheid nelle competizioni ufficiali della stagione 1980-1981.

## Stagione
Nella stagione 1980-1981 il Rot Weiss Ludenscheid, allenato da Gerd vom Bruch, concluse il campionato di 2. Bundesliga al 20º posto. In Coppa di Germania il Rot Weiss Ludenscheid fu eliminato al primo turno dal Kickers Stoccarda.

## Rosa
| N. |                     | Ruolo | Calciatore           |
| -- | ------------------- | ----- | -------------------- |
|    | Germania (bandiera) | P     | Bernd Giese          |
|    | Germania (bandiera) | P     | Carlos Enrique Girnt |
|    | Germania (bandiera) | P     | Hans-Ulrich Wegner   |
|    | Germania (bandiera) | D     | Gerhard Busch        |
|    | Germania (bandiera) | D     | Volker Rieske        |
|    | Germania (bandiera) | D     | Martin Rüggeberg     |
|    | Germania (bandiera) | D     | Bernd Schäfer        |
|    | Germania (bandiera) | D     | Norbert Steinhauer   |
|    | Germania (bandiera) | D     | Peter Vollmann       |
|    | Germania (bandiera) | D     | Klaus Wischniewski   |
|    | Germania (bandiera) | C     | Helmut Alfes         |

| N. |                     | Ruolo | Calciatore         |
| -- | ------------------- | ----- | ------------------ |
|    | Germania (bandiera) | C     | Andreas Gärtner    |
|    | Germania (bandiera) | C     | Wilfried Holtkamp  |
|    | Germania (bandiera) | C     | Hans-Jürgen Oehler |
|    | Germania (bandiera) | C     | Hans-Joachim Wrede |
|    | Germania (bandiera) | A     | Gärtner            |
|    | Iran (bandiera)     | A     | Amir Hadifar       |
|    | Germania (bandiera) | A     | Uwe Helmes         |
|    | Germania (bandiera) | A     | Manfred Lopatenko  |
|    | Serbia (bandiera)   | A     | Ranko Petković     |
|    | Germania (bandiera) | A     | Paul Scheermann    |

## Organigramma societario
Area tecnica
- Allenatore: Günter Luttrop, Gerd vom Bruch
- Allenatore in seconda:
- Preparatore dei portieri:
- Preparatori atletici:

## Calciomercato

### Sessione estiva
| Acquisti | Acquisti           | Acquisti         | Acquisti |
| R.       | Nome               | da               | Modalità |
| -------- | ------------------ | ---------------- | -------- |
| D        | Gerhard Busch      | Karlsruhe        |          |
| A        | Uwe Helmes         | Siegen           |          |
| C        | Hans-Jürgen Oehler | DSC Wanne-Eickel |          |
| D        | Klaus Wischniewski | DSC Wanne-Eickel |          |

| Cessioni | Cessioni         | Cessioni           | Cessioni |
| R.       | Nome             | a                  | Modalità |
| -------- | ---------------- | ------------------ | -------- |
| A        | Klaus Wolf       | RW Oberhausen      |          |
| C        | Klaus Bergter    | Paderborn          |          |
| D        | Adalbert Grzelak | Fortuna Colonia    |          |
| P        | Jupp Koitka      | Amburgo            |          |
| D        | Günter Kuczinski | Fortuna Düsseldorf |          |
| D        | Klaus Seiler     | SV Hüsten 09       |          |

### Sessione invernale
| Acquisti | Acquisti | Acquisti | Acquisti |
| R.       | Nome     | da       | Modalità |
| -------- | -------- | -------- | -------- |

| Cessioni | Cessioni | Cessioni | Cessioni |
| R.       | Nome     | a        | Modalità |
| -------- | -------- | -------- | -------- |

## Risultati

### 2. Bundesliga

#### Girone di andata
| Arbitro: | Horeis |

|                  |           |  |
| Feilzer 57’, 75’ | Marcatori |  |

| Arbitro: | Ahlenfelder |

|                      |           |                      |
| Wolf 41’ Schäfer 64’ | Marcatori | 61’ Bartel 67’ Allig |

| Arbitro: | Eschweiler |

|                                                                                    |           |  |
| Müller 22’, 26’ Alfes 42’ (aut.) Busch 72’ (aut.) Bockenfeld 86’ Korbel 90’ (rig.) | Marcatori |  |

| Lüdenscheid 20 agosto 1980 4ª giornata | Rot-Weiß Lüdenscheid | 0 – 0 referto | TeBe Berlino | Stadion Nattenberg (1 800 spett.)\| Arbitro: \| Retzmann \| |
| Arbitro:                               | Retzmann             |               |              |                                                             |

| Arbitro: | Prinz |

|                                                |           |                                |
| Gläser 31’ Specht 42’, 63’, 74’, 90’ Hagen 87’ | Marcatori | 32’ (rig.) Petković 83’ Helmes |

| Arbitro: | Filipiak |

|              |           |                                     |
| Petković 23’ | Marcatori | 53’ Schonert 78’ Albert 90’ Ochmann |

| Arbitro: | Hennig |

|                                                     |           |                         |
| Lütkebohmert 31’ Mödrath 44’, 70’, 81’ Hoffmann 69’ | Marcatori | 47’ Lopatenko 72’ Busch |

| Arbitro: | Puchalski |

|                   |           |                           |
| Thomas 72’ (aut.) | Marcatori | 48’, 79’ Runge 56’ Jansen |

| Arbitro: | Meijerink |

|                            |           |                                     |
| Ellmerich 3’ Pahl 24’, 46’ | Marcatori | 43’ (rig.) Scheermann 61’, 66’ Wolf |

| Arbitro: | Burgers |

|                                              |           |                              |
| Petković 59’, 89’ (rig.) Wolf 72’ Helmes 88’ | Marcatori | 37’ (rig.) Bartels 87’ Arndt |

| Kiel 30 settembre 1980 11ª giornata | Holstein Kiel | 0 – 0 referto | Rot-Weiß Lüdenscheid | Holstein-Stadion (3 500 spett.)\| Arbitro: \| Welling \| |
| Arbitro:                            | Welling       |               |                      |                                                          |

| Arbitro: | Assenmacher |

|            |           |  |
| Helmes 89’ | Marcatori |  |

| Arbitro: | Heitmann |

|                   |           |  |
| Hupe 59’ Lenz 71’ | Marcatori |  |

| Arbitro: | Kautschor |

|          |           |  |
| Wolf 72’ | Marcatori |  |

| Arbitro: | Nolte |

|                         |           |  |
| Remark 4’ Killmaier 35’ | Marcatori |  |

| Arbitro: | Kohnen |

|                          |           |                    |
| Lopatenko 40’ Helmes 79’ | Marcatori | 43’ (rig.) Kremers |

| Arbitro: | Kopka |

|                                  |           |            |
| Flüshöh 29’ Bittorf 40’ Mars 53’ | Marcatori | 82’ Helmes |

| Arbitro: | Redelfs |

|  |           |              |
|  | Marcatori | 25’ Siegmann |

| Arbitro: | Wuttke |

|              |           |            |
| Petković 47’ | Marcatori | 63’ Snater |

| Arbitro: | Wippker |

|                                |           |  |
| Mertes 43’ Schatzschneider 61’ | Marcatori |  |

| Arbitro: | Stark |

|            |           |                   |
| Helmes 43’ | Marcatori | 32’ (rig.) Kunkel |

#### Girone di ritorno
| Lüdenscheid 3 gennaio 1981 22ª giornata | Rot-Weiß Lüdenscheid | 0 – 0 referto | Osnabrück | Stadion Nattenberg (700 spett.)\| Arbitro: \| Gathmann \| |
| Arbitro:                                | Gathmann             |               |           |                                                           |

| Arbitro: | Gabriel |

|                                       |           |  |
| Keese 16’ Wolf 19’ Mannebach 73’, 79’ | Marcatori |  |

| Lüdenscheid 17 gennaio 1981 24ª giornata | Rot-Weiß Lüdenscheid | 0 – 0 referto | Bocholt | Stadion Nattenberg (700 spett.)\| Arbitro: \| Roth \| |
| Arbitro:                                 | Roth                 |               |         |                                                       |

| Arbitro: | Wuttke |

|            |           |              |
| Helmes 26’ | Marcatori | 61’ Bebensee |

| Arbitro: | Kasperowski |

|                           |           |            |
| Drews 51’, 65’ Zimmer 80’ | Marcatori | 72’ Helmes |

| Arbitro: | Zimmermann |

|             |           |  |
| Fraßmann 3’ | Marcatori |  |

| Arbitro: | Stark |

|              |           |  |
| Petković 30’ | Marcatori |  |

| Arbitro: | Hennig |

|                             |           |  |
| Thomas 46’ (rig.) Runge 88’ | Marcatori |  |

| Arbitro: | Eschweiler |

|  |           |               |
|  | Marcatori | 21’, 26’ Worm |

| Arbitro: | Gabor |

|                         |           |             |
| Gerland 39’ Meisner 57’ | Marcatori | 65’ Hadifar |

| Arbitro: | Prinz |

|                        |           |               |
| Helmes 50’ Hadifar 68’ | Marcatori | 23’ Wendlandt |

| Arbitro: | Kautschor |

|                  |           |                                               |
| Busch 56’ (aut.) | Marcatori | 20’ Hadifar 59’ Wrede 76’ (rig.) Wischniewski |

| Arbitro: | Wippker |

|             |           |                      |
| Hadifar 12’ | Marcatori | 26’ Elm 87’ Krumbein |

| Arbitro: | Puchalski |

|                                |           |  |
| Sandhowe 77’ (rig.) Lander 89’ | Marcatori |  |

| Arbitro: | Heitmann |

|            |           |                                        |
| Helmes 66’ | Marcatori | 24’, 47’ Killmaier 30’ (rig.) Wesseler |

| Arbitro: | Eschenbach |

|                                                                   |           |                                |
| Lippens 7’ Mill 11’, 59’ (rig.) Gundersdorff 53’ Wrede 57’ (aut.) | Marcatori | 17’, 29’ Busch 64’, 71’ Helmes |

| Arbitro: | Filipiak |

|                                                  |           |                                 |
| Wrede 4’ Petković 19’ Holtkamp 36’ Lopatenko 47’ | Marcatori | 83’ Pallaks 84’ (aut.) Vollmann |

| Arbitro: | Horstmann |

|                   |           |  |
| Kostedde 12’, 46’ | Marcatori |  |

| Arbitro: | Meijerink |

|            |           |            |
| Thorke 70’ | Marcatori | 7’ Hadifar |

| Arbitro: | Winkler |

|           |           |           |
| Busch 77’ | Marcatori | 6’ Specht |

| Arbitro: | Nolte |

|                                       |           |  |
| Ochmann 50’ Witt 86’ Busch 90’ (aut.) | Marcatori |  |

### Coppa di Germania
| Arbitro: | Stelzer |

|                 |           |  |
| Dreher 33’, 43’ | Marcatori |  |

## Statistiche

### Statistiche di squadra
| Competizione      | Punti | In casa | In casa | In casa | In casa | In casa | In casa | In trasferta | In trasferta | In trasferta | In trasferta | In trasferta | In trasferta | Totale | Totale | Totale | Totale | Totale | Totale | DR  |
| Competizione      | Punti | G       | V       | N       | P       | Gf      | Gs      | G            | V            | N            | P            | Gf           | Gs           | G      | V      | N      | P      | Gf     | Gs     | DR  |
| ----------------- | ----- | ------- | ------- | ------- | ------- | ------- | ------- | ------------ | ------------ | ------------ | ------------ | ------------ | ------------ | ------ | ------ | ------ | ------ | ------ | ------ | --- |
| 2. Bundesliga     | 27    | 21      | 7       | 8       | 6       | 25      | 26      | 21           | 1            | 3            | 17           | 18           | 57           | 42     | 8      | 11     | 23     | 43     | 83     | -40 |
| Coppa di Germania | -     | 0       | 0       | 0       | 0       | 0       | 0       | 1            | 0            | 0            | 1            | 0            | 2            | 1      | 0      | 0      | 1      | 0      | 2      | -2  |
| Totale            | 27    | 21      | 7       | 8       | 6       | 25      | 26      | 22           | 1            | 3            | 18           | 18           | 59           | 43     | 8      | 11     | 24     | 43     | 85     | -42 |

### Andamento in campionato
| Giornata  | 1  | 2  | 3  | 4  | 5  | 6  | 7  | 8  | 9  | 10 | 11 | 12 | 13 | 14 | 15 | 16 | 17 | 18 | 19 | 20 | 21 | 22 | 23 | 24 | 25 | 26 | 27 | 28 | 29 | 30 | 31 | 32 | 33 | 34 | 35 | 36 | 37 | 38 | 39 | 40 | 41 | 42 |
| --------- | -- | -- | -- | -- | -- | -- | -- | -- | -- | -- | -- | -- | -- | -- | -- | -- | -- | -- | -- | -- | -- | -- | -- | -- | -- | -- | -- | -- | -- | -- | -- | -- | -- | -- | -- | -- | -- | -- | -- | -- | -- | -- |
| Luogo     | T  | C  | T  | C  | T  | C  | T  | C  | T  | C  | T  | C  | T  | C  | T  | C  | T  | C  | C  | T  | C  | C  | T  | C  | C  | T  | T  | C  | T  | C  | T  | C  | T  | C  | T  | C  | T  | C  | T  | T  | C  | T  |
| Risultato | P  | N  | P  | N  | P  | P  | P  | P  | N  | V  | N  | V  | P  | V  | P  | V  | P  | P  | N  | P  | N  | N  | P  | N  | N  | P  | P  | V  | P  | P  | P  | V  | V  | P  | P  | P  | P  | V  | P  | N  | N  | P  |
| Posizione | 19 | 21 | 21 | 21 | 22 | 22 | 22 | 22 | 22 | 21 | 20 | 20 | 20 | 20 | 20 | 19 | 19 | 20 | 20 | 20 | 20 | 19 | 20 | 20 | 20 | 20 | 20 | 20 | 20 | 20 | 20 | 20 | 20 | 20 | 20 | 20 | 20 | 19 | 20 | 20 | 20 | 20 |

Legenda:

Luogo: C = Casa; T = Trasferta. Risultato: V = Vittoria; N = Pareggio; P = Sconfitta.

### Statistiche dei giocatori
| Giocatore       | 2. Bundesliga | 2. Bundesliga | 2. Bundesliga | 2. Bundesliga | Coppa di Germania | Coppa di Germania | Coppa di Germania | Coppa di Germania | Totale   | Totale | Totale      | Totale     |
| Giocatore       | Presenze      | Reti          | Ammonizioni   | Espulsioni    | Presenze          | Reti              | Ammonizioni       | Espulsioni        | Presenze | Reti   | Ammonizioni | Espulsioni |
| --------------- | ------------- | ------------- | ------------- | ------------- | ----------------- | ----------------- | ----------------- | ----------------- | -------- | ------ | ----------- | ---------- |
| H. Alfes        | 40            | 0             | 2             | 0             | 1                 | 0                 | 0                 | 0                 | 41       | 0      | 2           | 0          |
| G. Busch        | 39            | 4             | 6             | 0             | 1                 | 0                 | 0                 | 0                 | 40       | 4      | 6           | 0          |
| B. Giese        | 9             | 0             | 0             | 0             | 0                 | 0                 | 0                 | 0                 | 9        | 0      | 0           | 0          |
| C. Girnt        | 0             | 0             | 0             | 0             | 0                 | 0                 | 0                 | 0                 | 0        | 0      | 0           | 0          |
| A. Gärtner      | 1             | 0             | 0             | 0             | 0                 | 0                 | 0                 | 0                 | 1        | 0      | 0           | 0          |
| G. Gärtner      | 0             | 0             | 0             | 0             | 0                 | 0                 | 0                 | 0                 | 0        | 0      | 0           | 0          |
| A. Hadifar      | 29            | 5             | 2             | 0             | 1                 | 0                 | 0                 | 0                 | 30       | 5      | 2           | 0          |
| U. Helmes       | 40            | 12            | 0             | 0             | 1                 | 0                 | 0                 | 0                 | 41       | 12     | 0           | 0          |
| W. Holtkamp     | 29            | 1             | 5             | 0             | 0                 | 0                 | 0                 | 0                 | 29       | 1      | 5           | 0          |
| M. Lopatenko    | 39            | 3             | 4             | 0             | 1                 | 0                 | 0                 | 0                 | 40       | 3      | 4           | 0          |
| H. Oehler       | 29            | 0             | 7             | 0             | 1                 | 0                 | 0                 | 0                 | 30       | 0      | 7           | 0          |
| R. Petković     | 37            | 7             | 1             | 0             | 0                 | 0                 | 0                 | 0                 | 37       | 7      | 1           | 0          |
| V. Rieske       | 31            | 0             | 1             | 0             | 0                 | 0                 | 0                 | 0                 | 31       | 0      | 1           | 0          |
| M. Rüggeberg    | 1             | 0             | 0             | 0             | 0                 | 0                 | 0                 | 0                 | 1        | 0      | 0           | 0          |
| P. Scheermann   | 28            | 1             | 2             | 0             | 1                 | 0                 | 0                 | 0                 | 29       | 1      | 2           | 0          |
| B. Schäfer      | 5             | 1             | 2             | 0             | 0                 | 0                 | 0                 | 0                 | 5        | 1      | 2           | 0          |
| N. Steinhauer   | 35            | 0             | 1             | 0             | 1                 | 0                 | 0                 | 0                 | 36       | 0      | 1           | 0          |
| P. Vollmann     | 2             | 0             | 0             | 0             | 0                 | 0                 | 0                 | 0                 | 2        | 0      | 0           | 0          |
| H. Wegner       | 34            | 0             | 0             | 0             | 1                 | 0                 | 0                 | 0                 | 35       | 0      | 0           | 0          |
| K. Wischniewski | 35            | 1             | 1             | 1             | 1                 | 0                 | 0                 | 0                 | 36       | 1      | 1           | 1          |
| K. Wolf         | 14            | 5             | 1             | 0             | 1                 | 0                 | 0                 | 0                 | 15       | 5      | 1           | 0          |
| H. Wrede        | 42            | 2             | 0             | 0             | 1                 | 0                 | 0                 | 0                 | 43       | 2      | 0           | 0          |